# Münchendorf
Münchendorf – gmina w Austrii, w kraju związkowym Dolna Austria, w powiecie Mödling, leży na południe od Wiednia. Według Austriackiego Urzędu Statystycznego liczyła 2 800 mieszkańców (1 stycznia 2014).